# 고민정 (축구 선수)
고민정(2001년 5월 14일~)은 대한민국의 여자 축구 선수이다. 현재 WK리그의 창녕 WFC에서 공격수로 활약하고 있다. 

## 어린 시절
제주도에서 해녀의 딸로 태어나북촌초에서 4학년 때 도남초로 전학을 가자마자 팀에서 주전으로 뛰며 여러 대회에서 활약해 주목을 받았다.

## 국가대표팀 경력
연령별 대표팀에 꾸준히 소집되었으며 2022년 6월에 첫 성인 대표팀에 발탁되게 되었다. 같은 해 7월에 일본에서 열린 2022년 EAFF E-1 풋볼 챔피언십에 참가했으며 해당 대회에서 중화 타이베이와의 경기를 통해 A매치에 처음으로 출전했다.